# Mauro Trentini
Mauro Trentini (nascido em 12 de setembro de 1975) é um ex-ciclista italiano que participava em competições de ciclismo de pista, especializado na perseguição, onde foi campeão mundial na perseguição por equipes em 1996 e medalhista de bronze na perseguição individual em 1999. Também competiu e terminou em quarto lugar na prova de perseguição por equipes de 4.000m durante os Jogos Olímpicos de Atlanta 1996.

## Palmarès
| Data                  | Classificação | Evento                  | Competição         | Local            | País           |
| --------------------- | ------------- | ----------------------- | ------------------ | ---------------- | -------------- |
| 31 de agosto de 1996  | 1             | Perseguição por equipes | Campeonato Mundial | Manchester       | Reino Unido    |
| 28 de maio de 1999    | 2             | Perseguição individual  | Copa do Mundo      | Frisco           | Estados Unidos |
| 18 de junho de 1999   | 3             | Perseguição individual  | Copa do Mundo      | Valência         | Espanha        |
| 19 de junho de 1999   | 3             | Perseguição por equipes | Copa do Mundo      | Valência         | Espanha        |
| 1999                  | 1             | Perseguição individual  | Copa do Mundo      | Global           |                |
| 22 de outubro de 1999 | 3             | Perseguição individual  | Campeonato Mundial | Berlim           | Alemanha       |
| 17 de junho de 2000   | 1             | Perseguição individual  | Copa do Mundo      | Cidade do México | México         |
| 14 de julho de 2000   | 2             | Perseguição individual  | Copa do Mundo      | Turim            | Itália         |
| 15 de julho de 2000   | 1             | Perseguição por equipes | Copa do Mundo      | Cidade do México | México         |